# Forêt nationale de Bridger-Teton
Pour les articles homonymes, voir Bridger.
La forêt nationale de Bridger-Teton se trouve dans l'État du Wyoming aux États-Unis. Sa superficie totale est de 13 800 km2.  La forêt a été constituée le 1er juillet 1908.

## Protection du territoire
Bridger-Teton comprend 3 aires sauvages : Bridger (1 732,40 km2), Gros Ventre (1 286,39 km2) et Teton (2 368,37 km2).

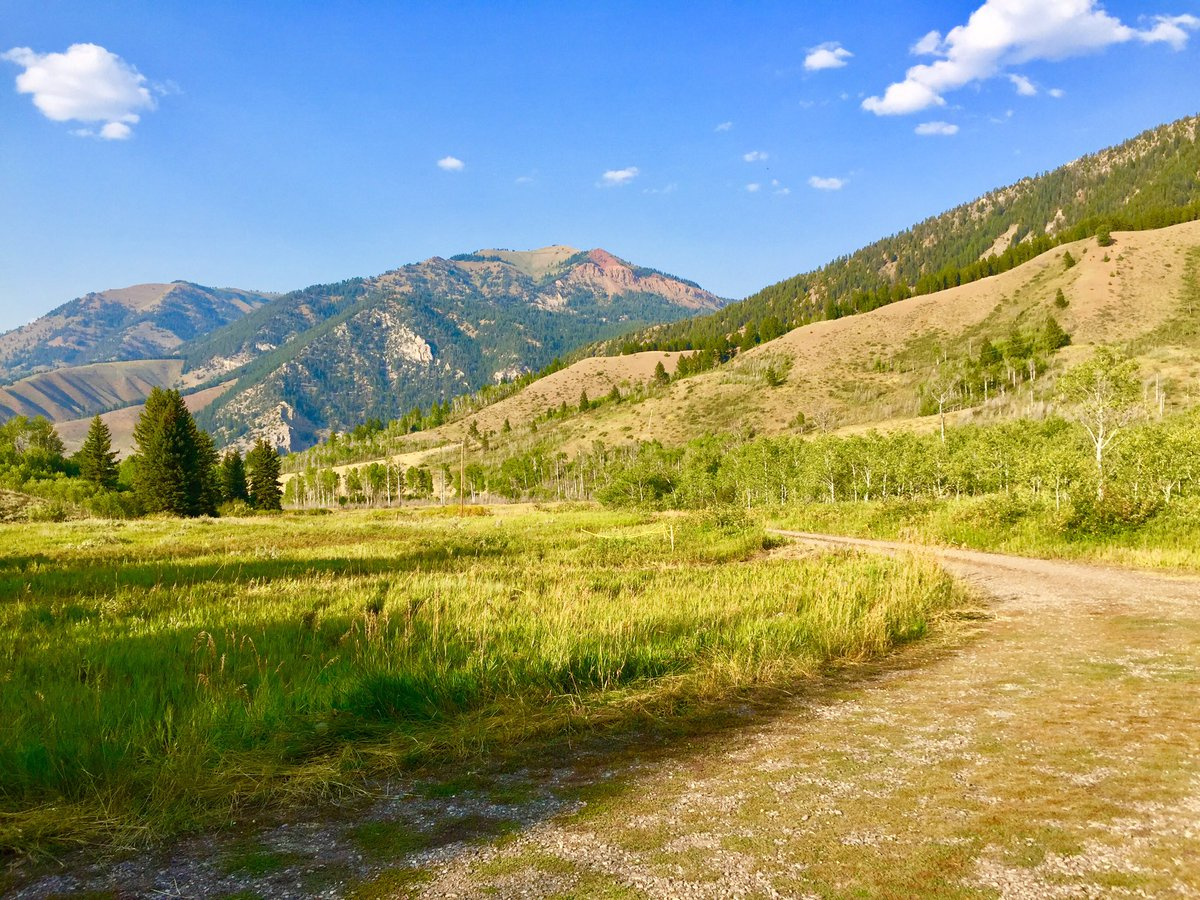
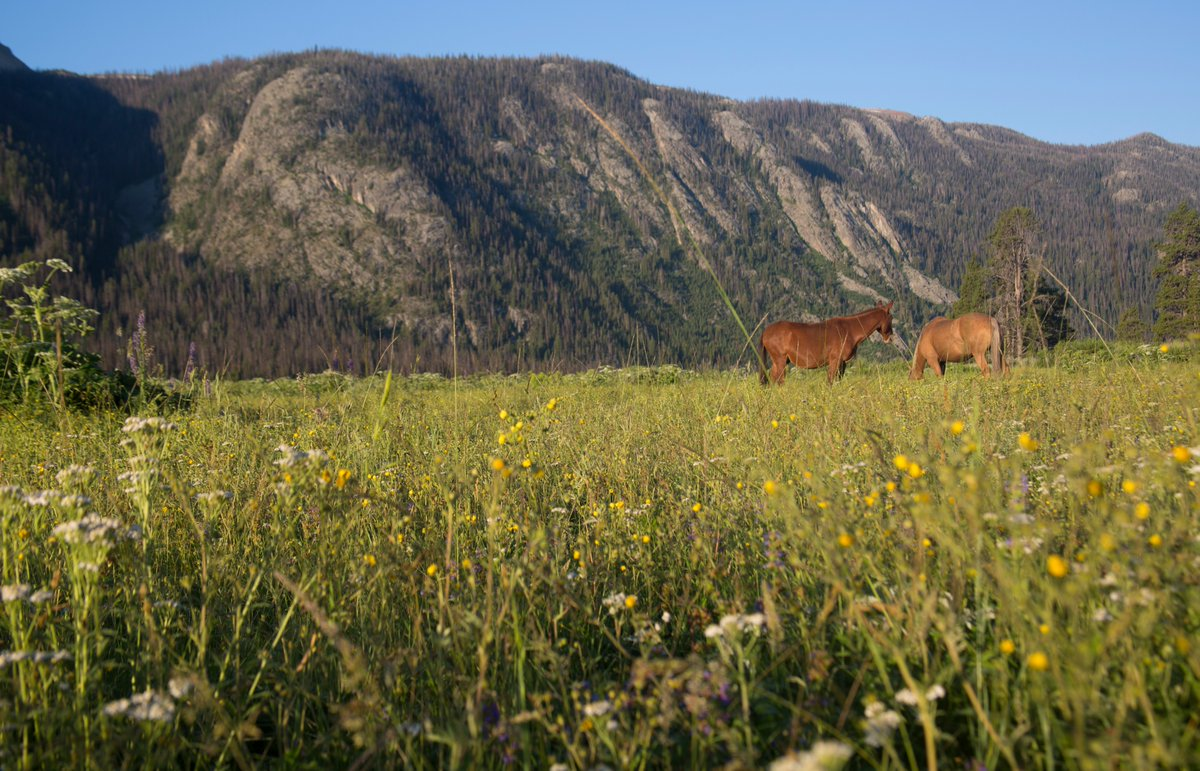
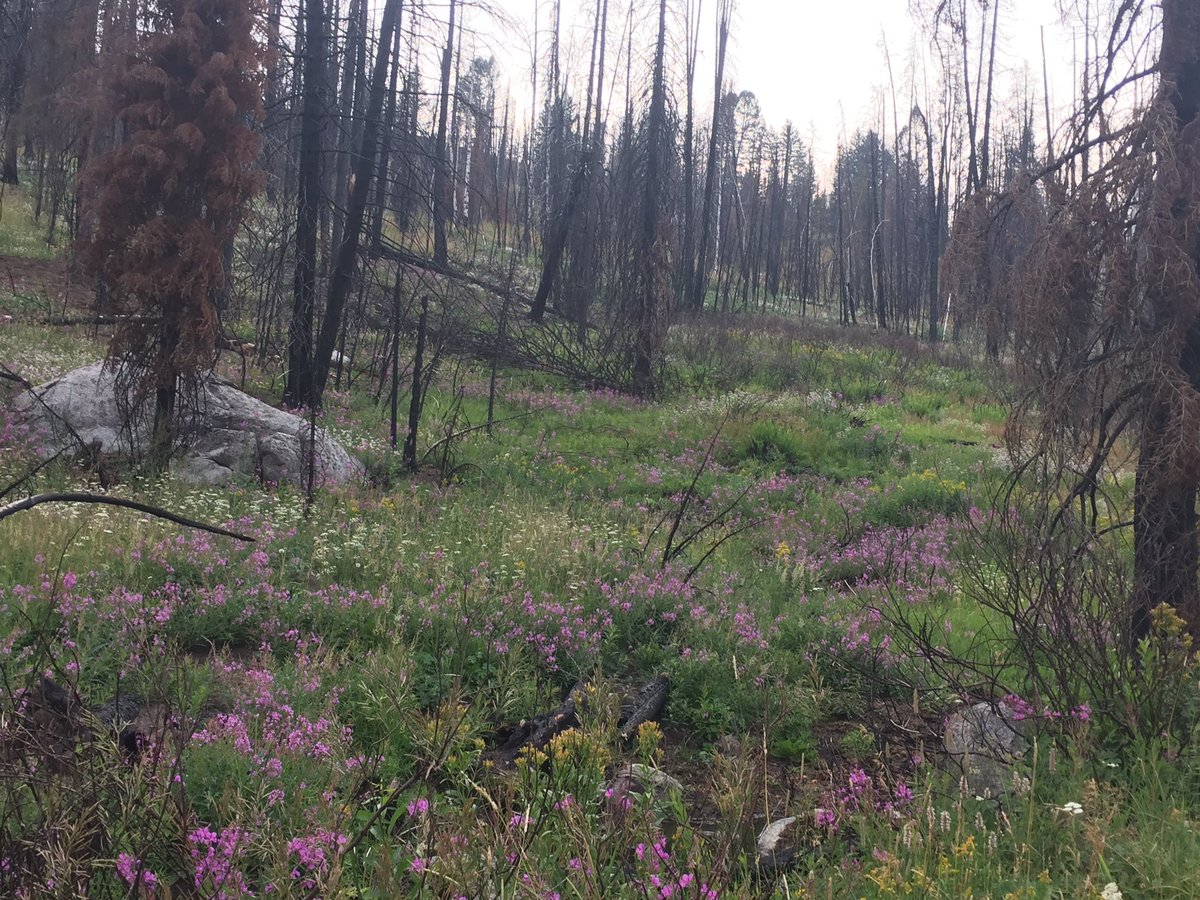
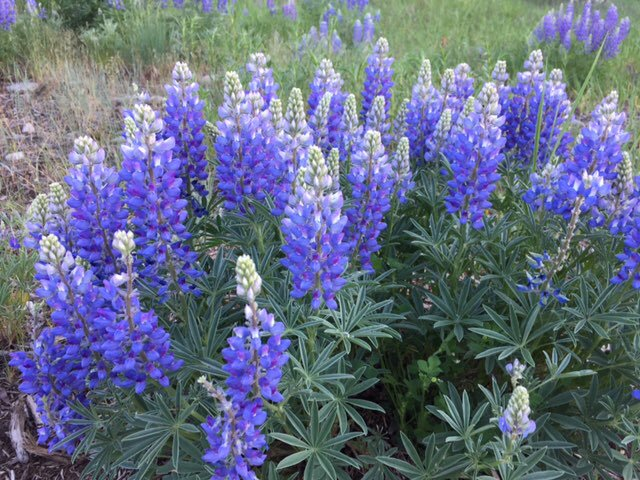
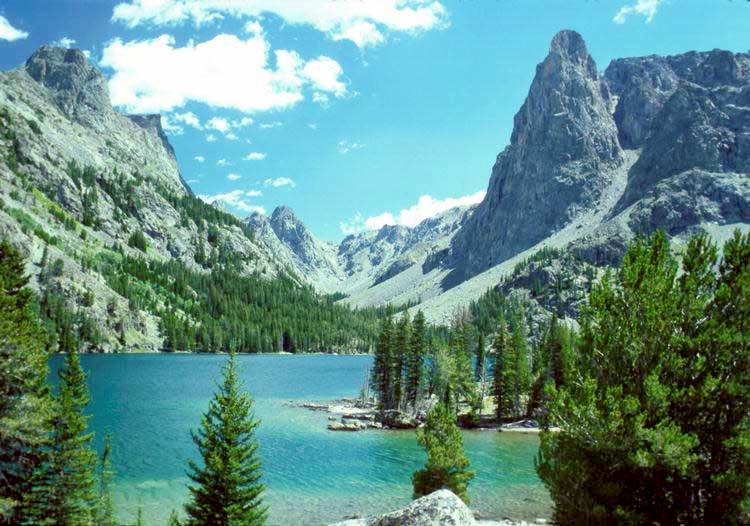
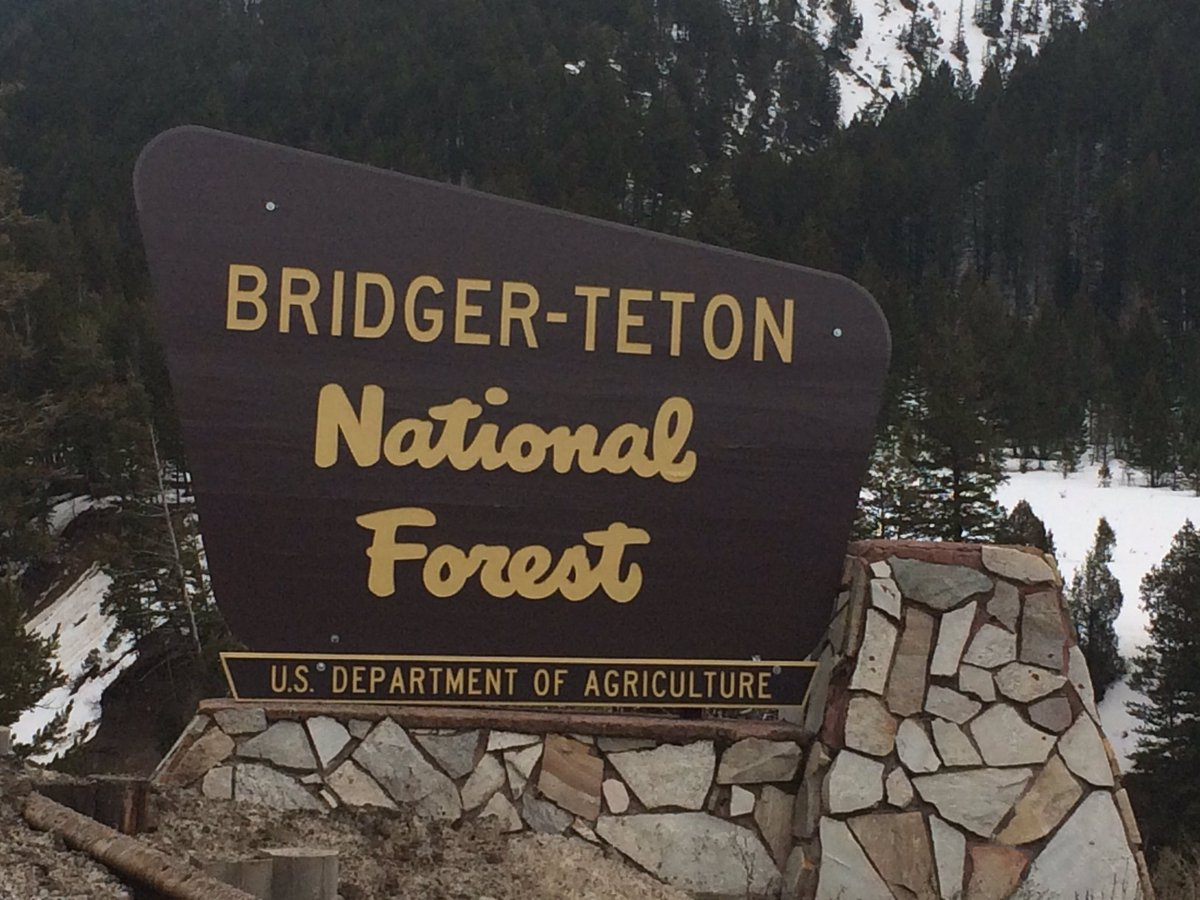